# Ngân hàng quốc tế Taishin

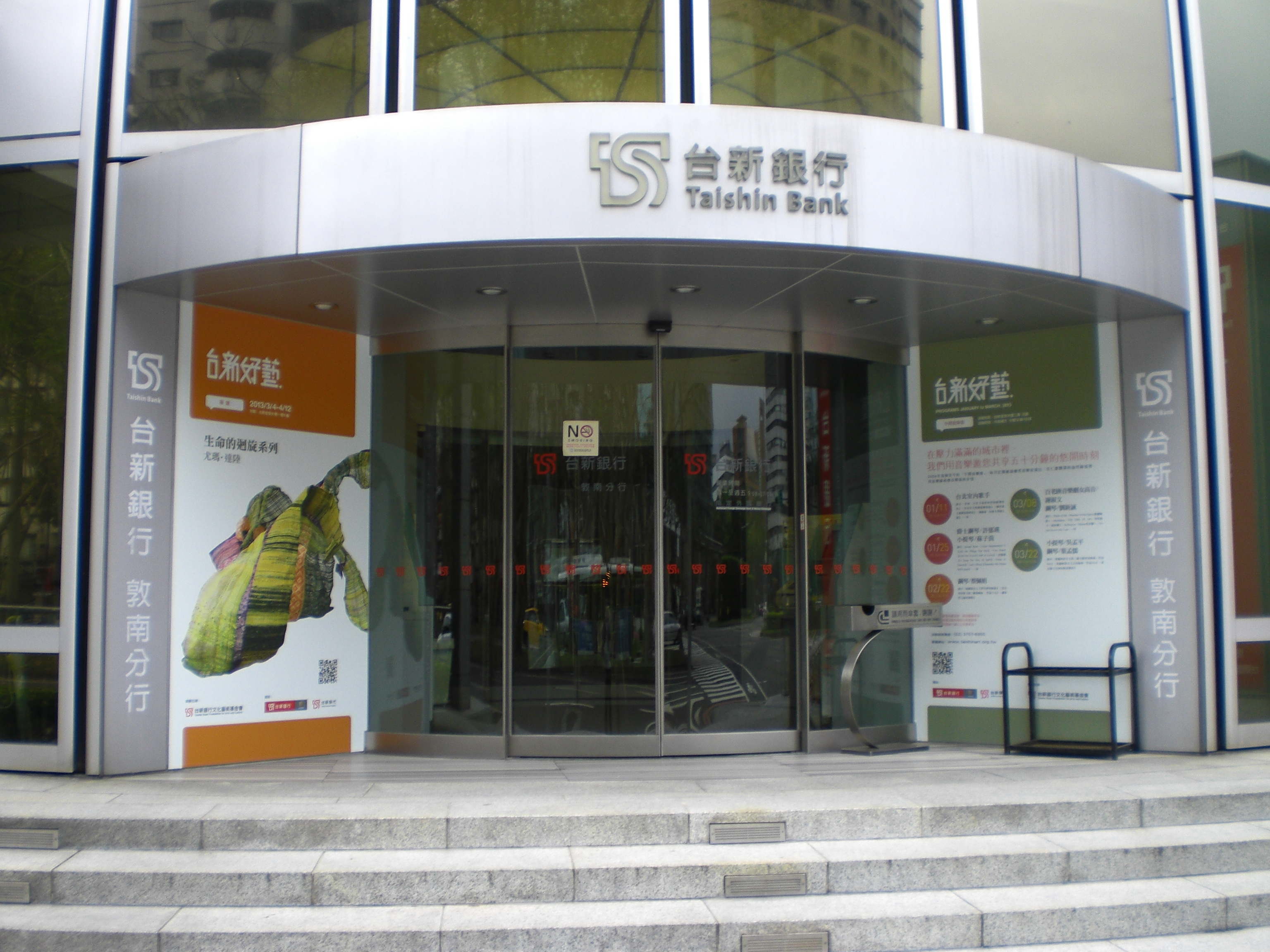
Trụ sở chính tại Đài Bắc

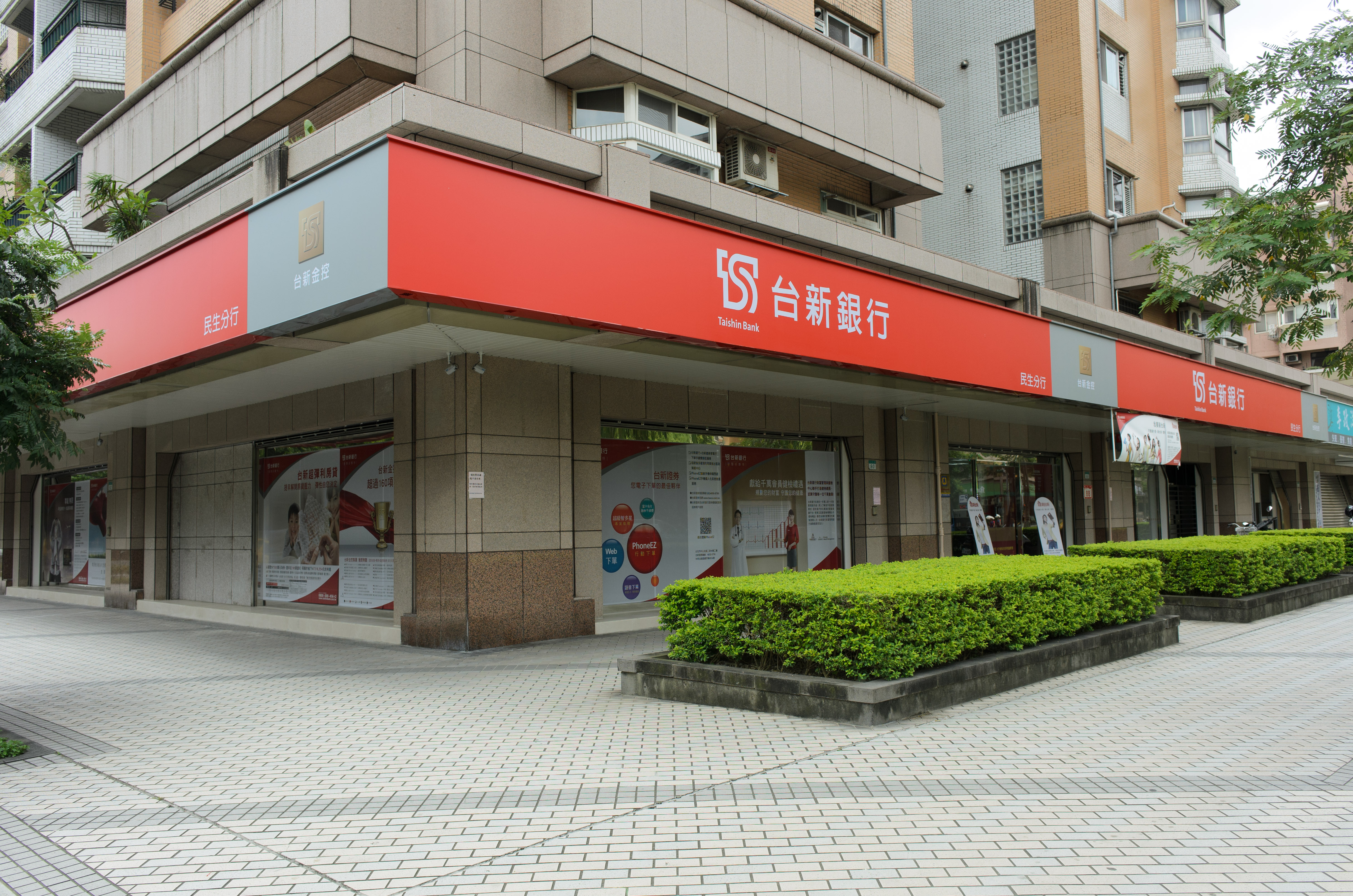
Chi nhánh Dân Sinh Đông Lộ, Đài Bắc

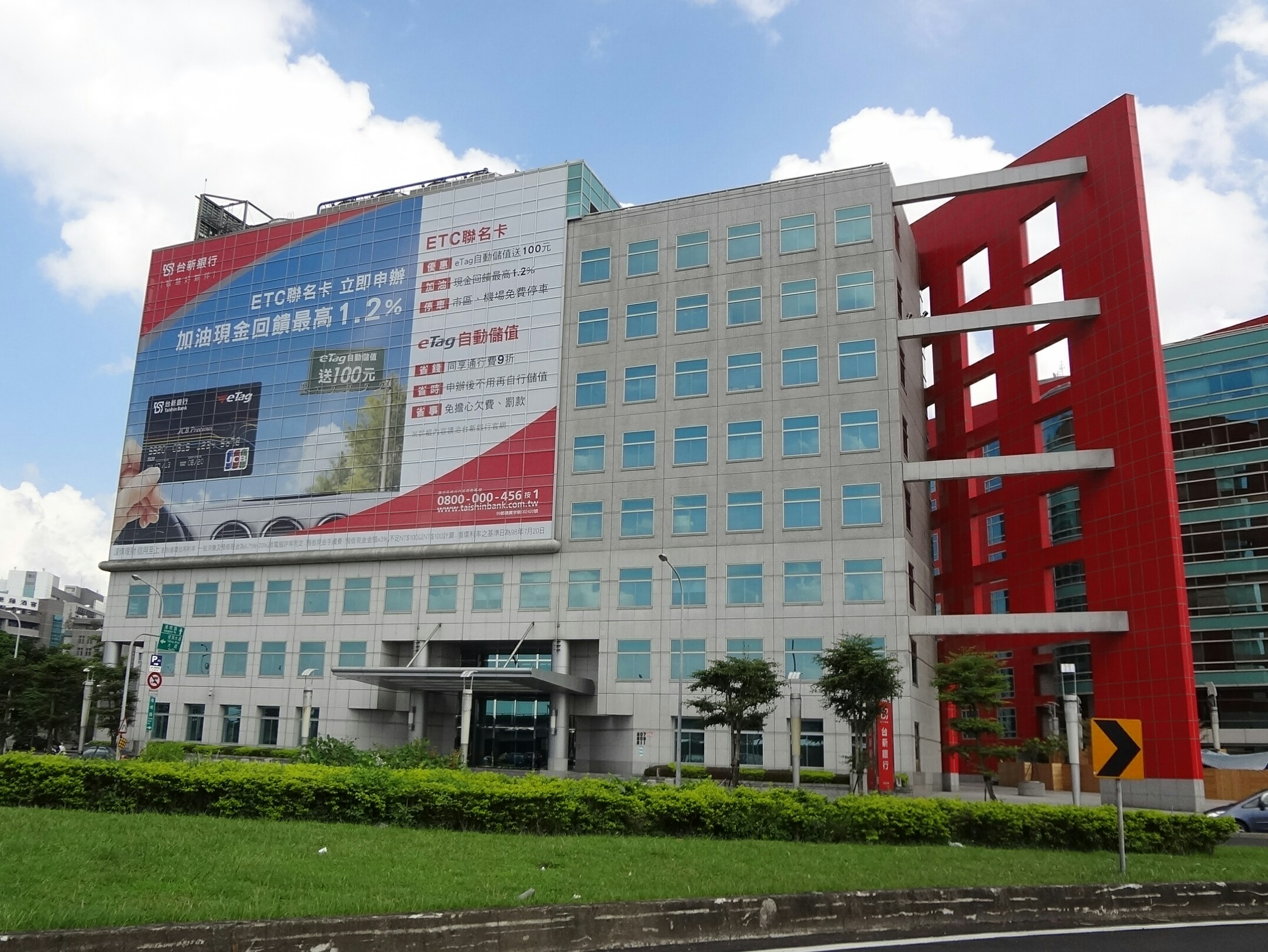
Chi nhánh Nội Hồ, Đài Bắc

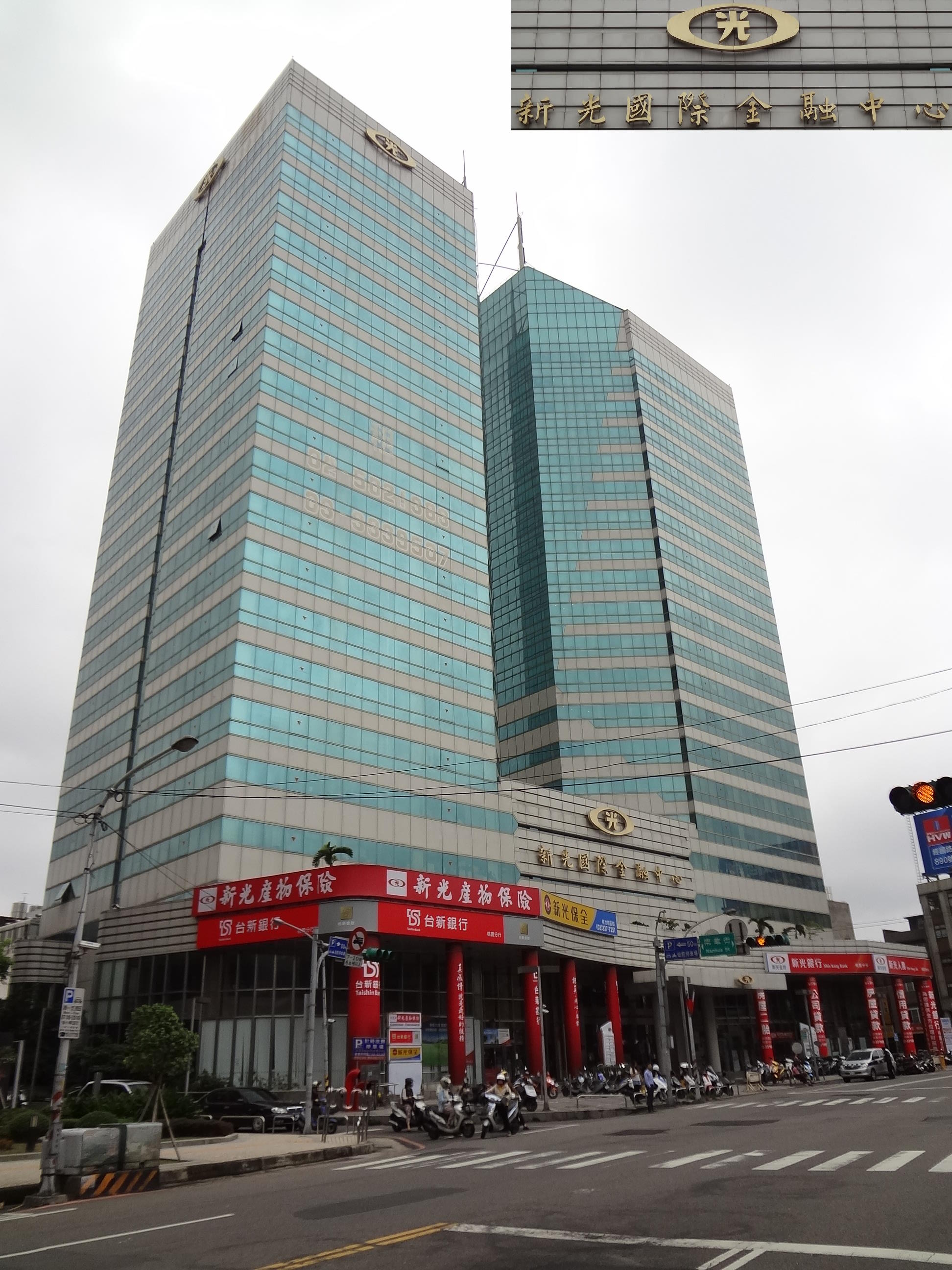
Chi nhánh Đào Viên

Ngân hàng quốc tế Đài Tân (tiếng Anh: Taishin International Bank tiếng Trung: 台新國際商業銀行; bính âm: Táixīn Guójì Shāngyè Yínháng; Bạch thoại tự: Tâi-sin-kok-chè-siong-gia̍p-gîn-hâng) là một ngân hàng có trụ sở tại Đài Bắc, Đài Loan.

## Lịch sử
Ngân hàng được thành lập ngày 25 tháng 2 năm 1992 và khai chương ngày 23 tháng 3. Ngân hàng sáp nhập Dah An Commercial Bank và thành lập Taishin Financial Holdings thông qua hình thức trao đổi cổ phiếu vào tháng 2 năm 2002.